# Genevois
Das Genevois (früher italienisch Genevese) ist eine ehemalige Provinz des Herzogtums Savoyen. Seine Hauptstadt war Annecy, weitere wichtige Orte sind Thônes, Faverges und La Clusaz. Das Genevois grenzte an die Provinzen  Carouge im Nordwesten und Faucigny im Nordosten sowie Savoyen selbst im Süden.
Bevor das Genevois zur Provinz Savoyens wurde, war es die Grafschaft Genf. Und obwohl die Grafen von Genf ihren Titel nach der Stadt führten, waren sie niemals Herren der Stadt Genf, die vielmehr unter der Herrschaft des Fürstbischofs blieb.
Die Grafschaft Genf ging 1394, nach dem Tod des Grafen Robert (der als Clemens VII. Papst in Avignon war), an die Familie der Herren von Thoire und Villars und wurde 1400 an das Haus Savoyen verkauft, das diese wiederum mehrfach als Paragium an jüngere Mitglieder der Familie gab. 1659 wurde die Grafschaft Genf bzw. das Genevois endgültig mit Savoyen vereinigt.

## Wappen

Das seit Graf Amadeus I. verwendete Wappen
Das ab Graf Amadeus II. verwendete Wappen
Wappen des Hauses Thoire
Wappen des Hauses Savoyen-Nemours